# Chiesa di San Michele (Parma)
La chiesa di San Michele è un luogo di culto cattolico dalle forme barocche e neoclassiche, situato in strada della Repubblica 99 a Parma, in provincia e diocesi di Parma; è sede di una parrocchia compresa nella zona pastorale della città.

## Storia
La chiesa è detta San Michele dall'Arco (o dell'Arco) perché venne forse costruita nei pressi dell'arco di trionfo che sarebbe stato eretto nel III secolo dall'imperatore Gallieno sulla via Emilia. L'edificio è ricordato per la prima volta in un documento datato 8 febbraio 1136.
San Michele fu consacrata da Pier Simone Brunetti, vescovo suffraganeo di Parma, il 29 maggio 1437.
Nel 1514 l'edificio originale fu fatto abbattere per consentire l'ampliamento dell'asse viario; Giovanni Gozzadini, protonotario apostolico e governatore pontificio di Parma, ne ordinò la ricostruzione sul lato sinistro della strada entrando in città e commissionò i lavori a Giorgio da Erba.
Dalla chiesa proviene la pala d'altare raffigurante la Sacra Famiglia con i santi Michele, Bernardo degli Uberti e angeli di Giorgio Gandini del Grano, conservata nella Galleria nazionale di Parma.
La chiesa, unita per un breve periodo a San Sepolcro, venne eretta nuovamente in parrocchia il 25 luglio 1814.
La facciata fu ridisegnata dall'architetto Niccolò Bettoli nel 1820 e il campanile fu sopraelevato nel 1877.

## Descrizione

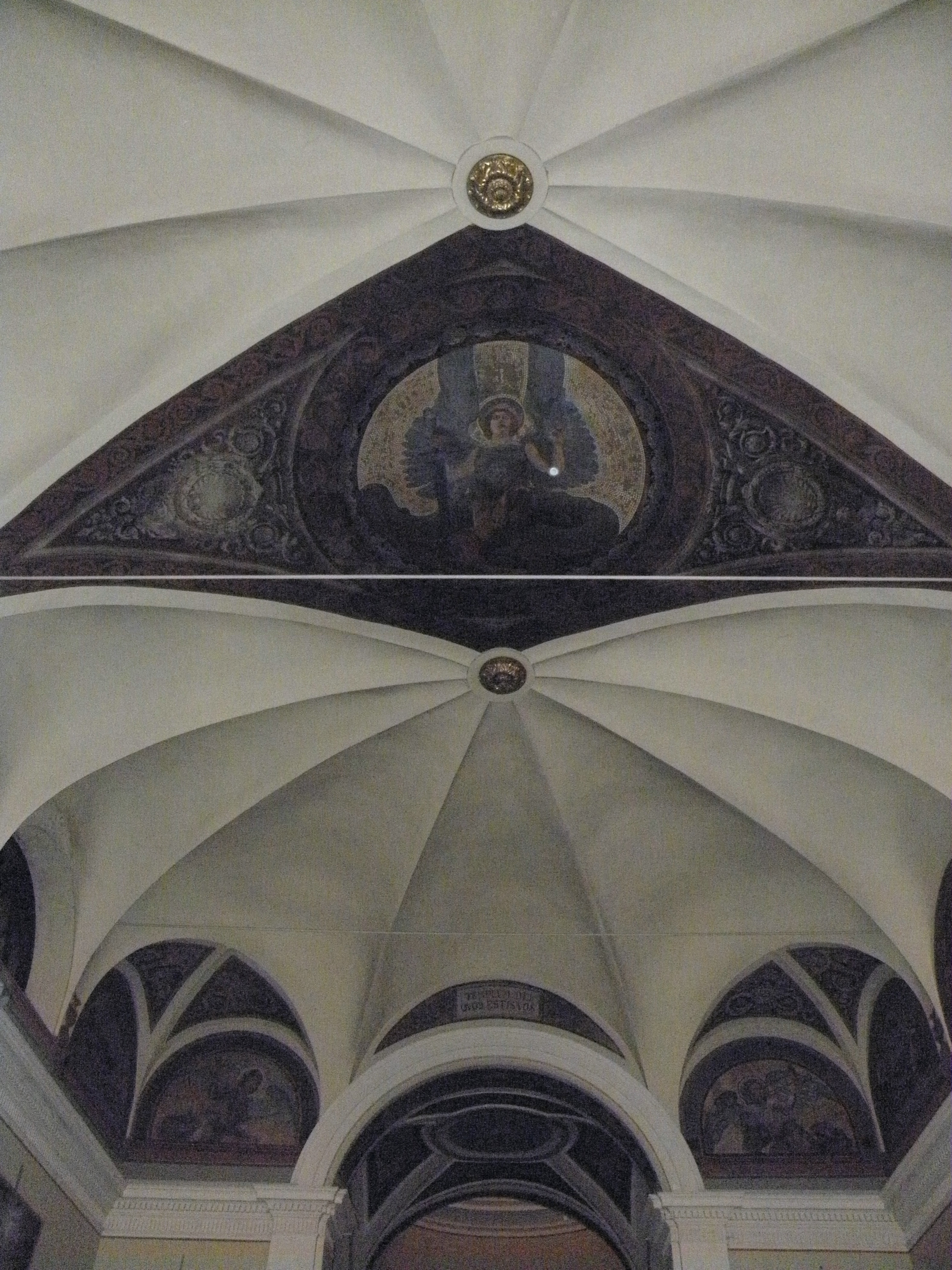
Volta di copertura della navata

La chiesa è a navata unica, coperta da volta a ombrello.
Gli affreschi delle lunette che corrono lungo le pareti sono stati realizzati da Latino Barilli nel 1924.
La pala collocata sull'altare maggiore, dipinta da Stanislao Campana nel 1828, rappresenta la Vergine con i santi Michele e Gemignano; la chiesa conserva anche un San Francesco Solano di Francesco Scaramuzza.
In cantoria, si trova un organo a canne storico, costruito nel 1736 dall'organaro parmigiano Bernardo Poncini ed in parte modificato dall'organaro lodigiano Angelo Cavalli nel 1882.